# Terminator 3 : Le Soulèvement des machines (jeu vidéo)
Terminator 3 : Le Soulèvement des machines (Terminator 3: Rise of the Machines) est un jeu vidéo de tir à la première personne développé par Black Ops Entertainment et édité par Atari Inc., sorti en 2003 sur PlayStation 2 et Xbox.
Il est adapté du film du même nom.

## Accueil
Le jeu a reçu un mauvais accueil de la part de la presse spécialisée.
- Eurogamer : 1/10[1]
- Famitsu : 25/40[2]
- GameSpot : 3,7/10[3] - 4,8/10[4]